# Óscar Duarte (football, 1950)
Pour le footballeur costaricien, voir Óscar Duarte.
Pour les articles homonymes, voir Duarte.
Óscar Vicente Martins Duarte, communément appelé Óscar Duarte, est un footballeur puis entraîneur portugais, né le 5 décembre 1950 à Praia au Cap-Vert. Il évolue au poste de milieu de terrain du milieu des années 1970 au milieu des années 1980.
Il commence sa carrière professionnelle au SC Covilhã. Il joue ensuite à l'Estoril-Praia, au FC Porto, avec qui il remporte le championnat en 1979, au Boavista Porto, et à l'Académica Coimbra, avant de terminer sa carrière au SC Farense. Il compte une sélection avec l'équipe du Portugal.
Comme entraîneur, il dirige notamment la sélection du Cap-Vert entre 1998 et 2003, remportant la Coupe Amilcar Cabral lors de l'édition 2000, organisée au Cap-Vert.

## Biographie
Óscar Duarte naît le 5 décembre 1950 à Praia, au Cap-Vert qui est encore à cette époque une colonie portugaise. Il commence sa carrière au poste de milieu de terrain au Sporting Clube da Covilhã puis évolue par la suite dans d'autres clubs portugais : Grupo Desportivo Estoril-Praia, FC Porto, Boavista, Académica Coimbra et le SC Farense où il achève sa carrière de joueur en 1984. 
Au total, il dispute 127 matchs en première division portugaise, inscrivant 9 buts dans ce championnat. Il réalise sa saison la plus prolifique en 1977-1978, où il inscrit 4 buts.
Il porte une seule fois le maillot de l'équipe nationale du Portugal, lors du match amical face à la France le 8 mars 1978 au Parc des Princes à Paris. Duarte n'est pas titulaire mais rentre à la 78e minute de jeu.
En 1998, il est choisi par la fédération du Cap-Vert afin de diriger l'équipe nationale. Il est sur le banc lors des campagnes de qualification pour les CAN 2000, 2002 et CAN 2004, qui se soldent à chaque fois par une élimination.
Deux ans plus tard, il emmène l'équipe en campagne de qualification pour une Coupe du monde, une première pour le Cap-Vert. En avril 2000, à Mindelo, les Crioulos reçoivent l'Algérie et ne peuvent faire mieux qu'un match nul et vierge. Quinze jours plus tard, ils s'inclinent face aux Fennecs à Annaba sur le score de 2 buts à zéro et doivent dire adieu à leurs rêves de tournoi mondial. Le mois suivant, le Cap-Vert accueille la 16e édition de la Coupe Amilcar Cabral. Devant leur public, les Tubarões Azuis inscrivent le premier titre à leur palmarès en s'imposant en finale face au Sénégal, après avoir notamment battu la Sierra Leone et la Guinée plus tôt dans la compétition.
Il quitte son poste en avril 2003 après une défaite, deux à un, face au Togo dans le cadre des éliminatoires de la Coupe d'Afrique 2004. Il est remplacé à son poste par Alexandre Alhinho.

## Palmarès

### En tant que joueur
- Championnat du Portugal :
  - Champion en 1979 avec le FC Porto

- Supercoupe du Portugal :
  - Vainqueur en 1979 avec le FC Porto

- Championnat du Portugal de D3 :
  - Champion en 1983 avec Farense

### En tant qu'entraîneur
- Coupe Amilcar Cabral :
  - Vainqueur en 2000 avec l'équipe du Cap-Vert